# Fat Man
Fat Man (em português, "Homem Gordo") é código da bomba atómica lançada sobre Nagasaki, Japão, pelos Estados Unidos, em 9 de agosto de 1945. Foi a segunda das duas bombas atómicas utilizadas em guerras. O nome refere-se mais genericamente ao primeiro design de bombas norte-americanas baseadas no tipo "Fat Man".
O artefato de 2,34 metros de comprimento, 1,52 metro de diâmetro e 4 545 kg foi detonada a uma altitude de cerca de 550 metros sobre a cidade de Nagasaki após ter sido lançada do bombardeiro B-29 nomeado Bockscar, pilotado pelo Major Charles Sweeney. A bomba tinha uma potência de 21 kilotons, 8,4×1013 joule = 84 TJ. O curioso é que, tendo uma potência praticamente duas vezes maior que a da bomba conhecida como "Little Boy", lançada em Hiroshima três dias antes, os danos foram menores e menos extensivos que os do ataque anterior, pois as condições climáticas de Nagasaki no dia estavam desfavoráveis, fazendo com que a Fat Man não atingisse o alvo com precisão, caindo em um vale ao lado da cidade. Como o terreno de Nagasaki é montanhoso, parte da energia da explosão foi contida. Ainda assim, cerca de 40 mil pessoas foram mortas e mais de 25 mil ficaram feridas. Milhares morreram nos anos posteriores ao ataque devido a cânceres e doenças causadas pela radiação.

## Tecnologia

Esquema da estrutura interna do Fat Man, mostrando os explosivos rápidos (1); explosivos lentos (2); o impulsor, parte oca entre os explosivos e o plutônio (3); o núcleo de plutônio (5); e a área de iniciação por nêutrons (4).

O dispositivo foi a segunda bomba atômica usada em guerra e, diferentemente do modelo  Little Boy, possuía o desenho de implosão, bem como a primeira experiência implosiva, o Trinity. Consistia em uma esfera oca (fosso e subcrítica de plutônio-859, que era fortemente pressionada por 32 explosivos hexagonais e pentagonais, que eram detonados simultaneamente fazendo pressão igual em todos os lados do fosso, fazendo ele encolher o seu volume de 2 a 4 vezes, isso deixava a massa crítica e começava a liberar nêutrons, estes nêutrons liberados começaram a reação em cadeia que culminavam com a detonação da arma.
|  | 1. Fusível de segurança; 2. Radar; 3. Bateria usada para fornecer energia aos detonadores da explosão; 4. X-Unit, uma unidade que gerencia os detonadores; 5. Dobradiças para movimentar a bomba; 6. Explosivo pentagonal (12 unidades ao redor do núcleo, formado por explosivos rápidos e lentos); 7. Explosivo hexagonal (20 unidades ao redor do núcleo, formado por explosivos rápido e lento); 8. Cauda de alumínio estabilizadora; 9. Carcaça Dural com diâmetro de 140 cm; 10. Cones contendo o núcleo; 11. Células rápidas (explosivo rápidos e lentos); 12. A calçadeira de U-238, o fosso de Plutônio-239 e o iniciador de berílio-polonio 13. Placa com os instrumentos (barômetro, radar e relógios); 14. Coletor Barotube. |

## A detonação
Na manhã de 9 de agosto de 1945, a tripulação do avião B-29 Superfortress, baptizado de Bockscar, pilotado pelo Major Charles W. Sweeney e carregando a bomba nuclear de nome de código Fat Man, deparou-se com o seu alvo principal, Kokura, obscurecido por nuvens. Após três voos sobre a cidade e com baixo nível de combustível devido a problemas na sua transferência, o bombardeiro dirigiu-se para o alvo secundário, Nagasaki - a maior comunidade cristã do Japão. Cerca das 7h50min (fuso horário japonês) soou um alerta de raide aéreo em Nagasaki, mas o sinal de "tudo limpo" (all clear, em inglês) foi dado às 8h 30min. Quando apenas dois B-29 foram avistados às 10h 53min, os japoneses aparentemente assumiram que os aviões se encontravam em missão de reconhecimento, e nenhum outro alarme foi dado.
Alguns minutos depois, às 11h00min, o B-29 de observação, batizado de The Great Artiste (em português "O Grande Artista"), pilotado pelo Capitão Frederick C. Bock, largou instrumentação amarrada a três paraquedas. Esta continha também mensagens para o Professor Ryokichi Sagane, um físico nuclear da Universidade de Tóquio que tinha estudado na Universidade da Califórnia com três dos cientistas responsáveis pelo bombardeamento atómico. Estas mensagens, encorajando Sagane a falar ao público acerca do perigo destas armas de destruição maciça, foram encontradas pelas autoridade militares, mas nunca entregues ao académico.
Às 11h 02min, uma abertura de última hora nas nuvens sobre Nagasaki permitiu ao artilheiro do Bockscar, Capitão Kermit Beahan, ter contacto visual com o alvo. A arma Fat Man, contendo um núcleo de aproximadamente 6,4 kg de plutónio-239, foi largada sobre o vale industrial da cidade. Explodiu a 469 metros sobre o solo, a cerca de meio caminho entre a Mitsubishi Steel and Arms Works (a sul) e a Mitsubishi-Urakami Ordnance Works (a norte), os dois principais alvos na cidade. De acordo com a maior parte das estimativas, cerca de 40 mil dos 240 mil habitantes de Nagasaki foram mortos instantaneamente, e entre 25 mil e 60 mil ficaram feridos. No entanto, crê-se que o número total de habitantes mortos poderá ter atingido os 80 mil, incluindo aqueles que morreram, nos meses posteriores, devido a envenenamento radiativo.

Detonação da Mark III (Fat Man) e a subsequente nuvem em forma de cogumelo
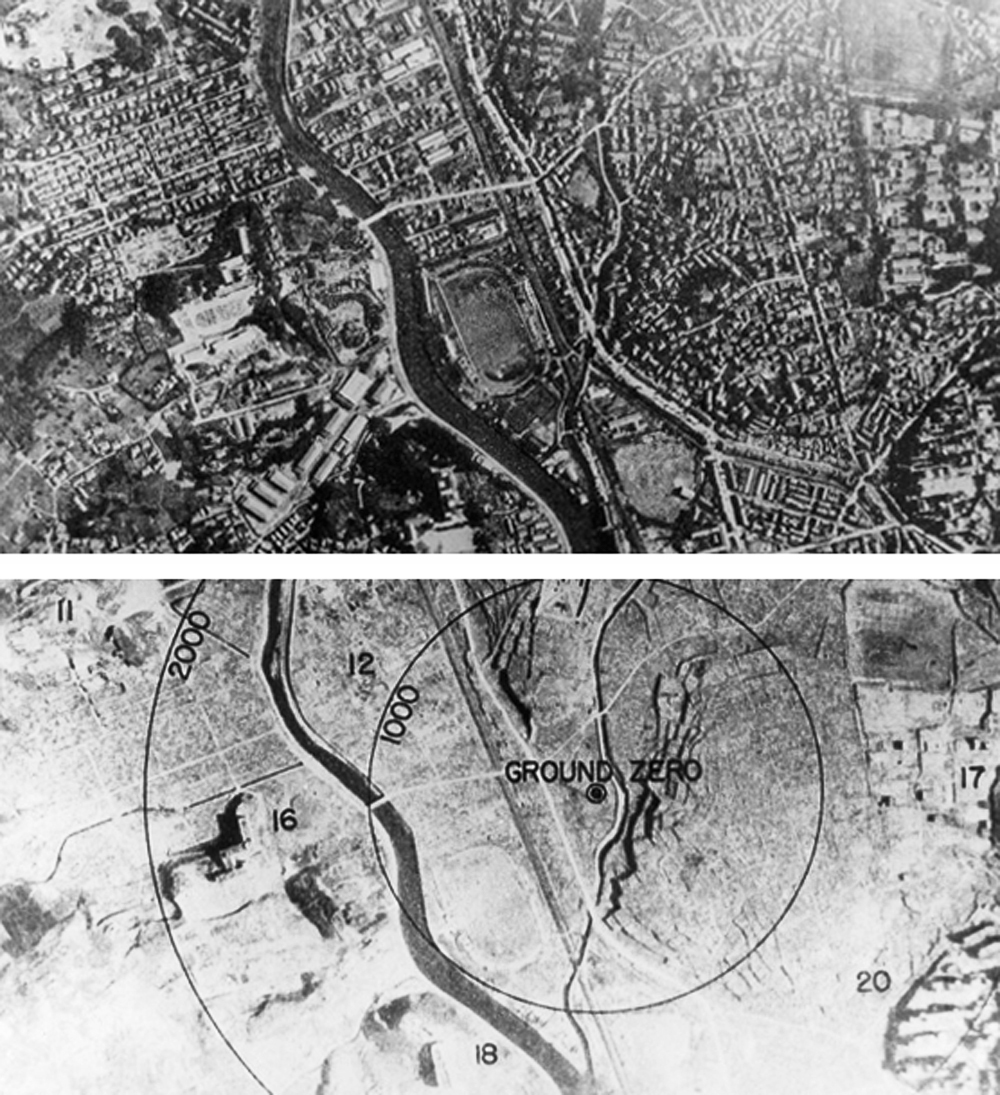
Nagasaki antes e após o ataque
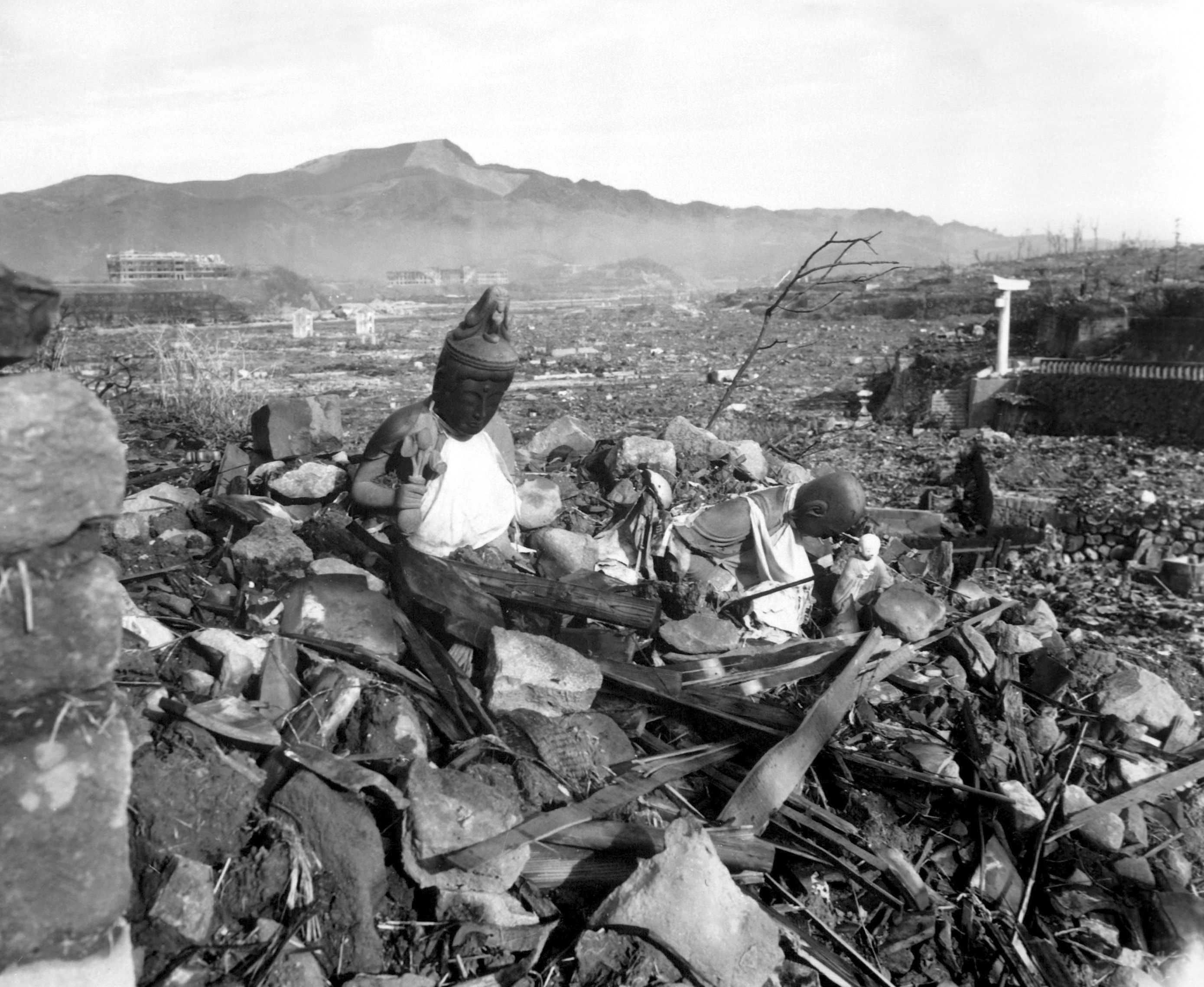
Foto da cidade dias após a explosão

## Evolução
Depois da guerra ficou claro que o design implosivo era o mais eficiente, então melhoraram o fosso, impregnaram a técnica do fosso levitado, deixaram mais fácil de se fabricar, entre outras modificações e então criaram a arma sucessora do Fat Man: o Mark 4.

## Relatos
| “ | Um cemitério sem uma única lápide em pé. | ” |